# IBM Sequoia

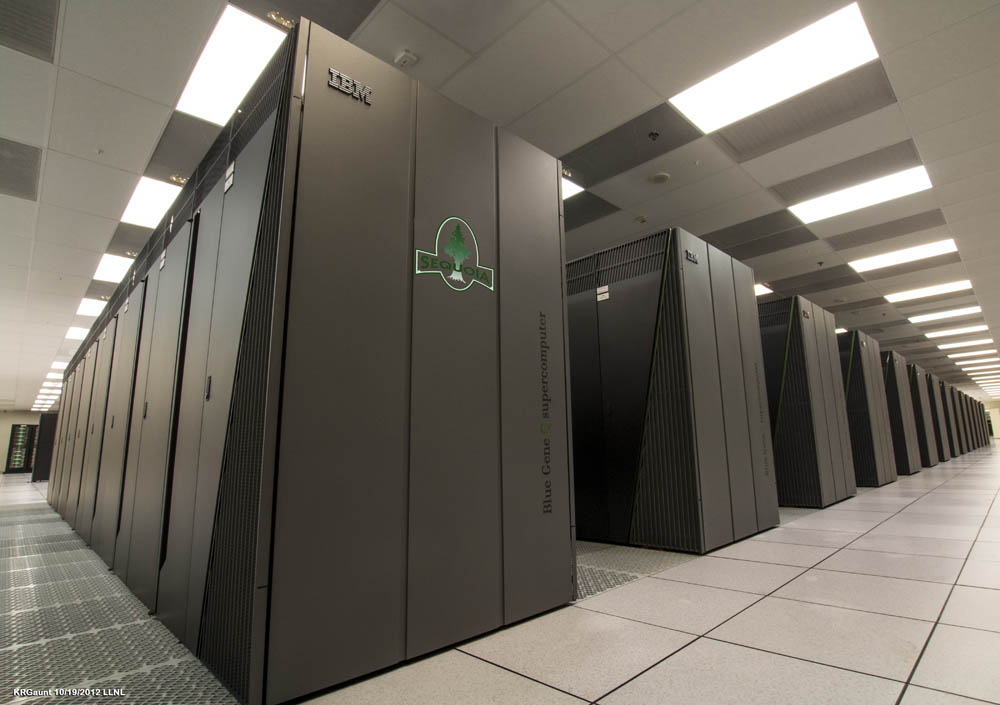
Суперкомп'ютер IBM Sequoia

IBM Sequoia — це суперкомп'ютер Blue Gen / Q, розроблений IBM для Національної адміністрації ядерної безпеки в рамках програми Advanced Simulation and Computing (ASC). Він був доставлений в Національну лабораторію Lawrence Livermore (LLNL) у 2011 році та повністю був розгорнутий у червні 2012 року.
14 червня 2012 р. Проектний комітет TOP500 оголосив, що Sequoia замінив комп'ютер K як найшвидший у світі суперкомп'ютер, з продуктивністю LINPACK 17,17 петафлоп, що на 63 % швидше, ніж комп'ютер 10,51 петафлоп, на 123 % більше ядер, ніж К комп'ютер 705,024 ядер. Sequoia також більш енергоефективний, оскільки він споживає 7,9 МВт, що на 37 % менше, ніж комп'ютер 12,6 МВт.
Станом на листопад 2017 року Sequoia випав на шосте місце в рейтингу TOP500, але першим у третє 17 червня 2013 року, позаду Tianhe-2 і Titan. У червні 2016 р. Він знову прослизнув, на четверте місце у рейтингу TOP500. У червні 2017 року він знову проскочив на п'яте місце на рейтингу TOP500.
Записи, що складають наукові програми, були запущені на Sequoia, перші, що перетинають 10 петафлопів стійкого виконання. Космологічна система симуляції HACC досягла майже 14 петафлопів з тритипним випромінюванням із частотою 3,6 трильйонів, а код Кардіоіду, який моделює електрофізіологію людського серця, досяг майже 12 петафлопів з майже реальним часом симуляція
Весь суперкомп'ютер працює на Linux, з CNK працює більше 98 000 вузлів, а Red Hat Enterprise Linux працює на 768 вузлів вводу-виводу, які підключені до файлової системи Luster.

## Dawn прототип
IBM побудував прототип під назвою «Dawn», здатний на 500 терафлопів, використовуючи дизайн Blue Gene / P, щоб оцінити дизайн Sequoia. Ця система була доставлена в квітні 2009 року та увійшла до списку Top500 на 9 місці в червні 2009 року.

## Мета
Sequoia буде використовуватися в першу чергу для симуляції ядерної зброї, замінивши поточні суперкомп'ютери Blue Gene / L і ASC Purple у Національній лабораторії Lawrence Livermore. Sequoia також буде доступний для наукових цілей, таких як астрономія, енергетика, решітка QCD, вивчення геному людини та зміни клімату.

## Архітектура

### Архітектура вузла
Sequoia — це проект Blue Gene / Q, що базується на попередніх дизайнах Blue Gene. Він складається з 96 стійок, що містять 98 304 обчислювальних вузлів, тобто 1024 на стійку. Обчислювальні вузли — це 16-ядерні чипи процесорів A2 з 16 ГБ пам'яті DDR3 кожна. Таким чином, система містить загальну кількість 96 · 1024 · 16 = 15728664 ядер процесорів з 1,5 пам'яттю PiB. Він займає площу близько 3000 квадратних метрів (280 м2). Обчислювальні вузли взаємопов'язані в 5-мірній топології тору.

### Планувальник роботи
LLNL використовуватиме планувальник завдань SLURM, який також використовується прототипом Dawn та китайським Tianhe-IA для управління ресурсами Sequoia.

### Файлова система
LLNL використовує Luster як паралельну файлову систему, і завантажив ZFS в Linux як Lustre OSD (Object Storage Device), щоб скористатися перевагами продуктивності та розширених можливостей файлової системи.
У вересні 2011 року NetApp оголосив, що DoE вибрав компанію для 55 ПБ зберігання.

### Енергоспоживання
Повна система отримає приблизно 6 МВт електроенергії, але за прогнозами вона має безпрецедентну ефективність у продуктивності на ват. Конструкція Sequoia виконає 3000 МфП / ват, що приблизно в 7 разів ефективніша, ніж дизайн Blue Gene / P, який він замінює, і більш ніж в 3 рази ефективніший за попередній (червень 2011) Top 500 лідера.

## Застосування
У січні 2013 року Sequoia встановив запис для першого суперкомп'ютера, використовуючи більше одного мільйона обчислювальних ядер одночасно для однієї програми. Центр Стенфордського інженерії з дослідження турбулентності (КТР) використовував його для вирішення складної проблеми динаміки рідини — прогнозування шуму, спричиненого надзвуковим реактивним двигуном.